# به نزد ما بیا
به نزد ما بیا (به انگلیسی: Come On Over) سومین آلبوم استودیویی خوانندهٔ کانادایی شنایا توین است که در ۴ نوامبر ۱۹۹۷ به وسیلهٔ مرکوری رکوردز عرضه شد. این آلبوم پرفروش‌ترین آلبوم کانتری و پرفروش‌ترین آلبوم از خواننده‌ای کانادایی است و توسط رکوردهای جهانی گینس به عنوان پرفروش‌ترین آلبوم استودیویی از یک هنرمند زن انفرادی شناخته شد.